# Straat Hinlopen

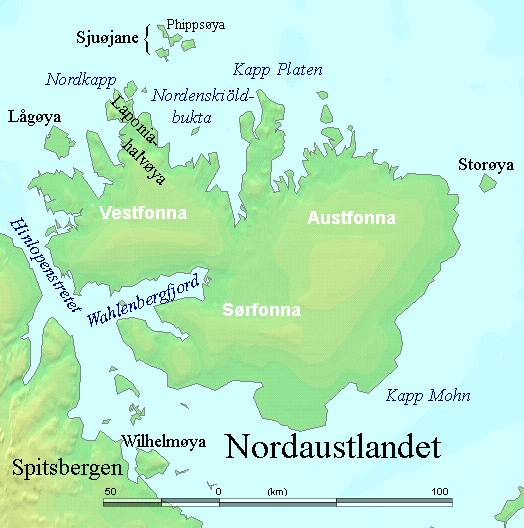
Links de Straat Hinlopen

De Straat (van) Hinlopen (Noors: Hinlopenstretet) is een zeestraat bij de Noorse eilandengroep Spitsbergen, tussen het eiland Spitsbergen en Nordaustlandet. De zeestraat is ongeveer 150 km lang en 10 tot 60 km breed.
De naam is mogelijk afgeleid van een van de leiders van de Nederlandse Noordsche Compagnie, Tymen Jacobsz. Hinlopen.